# Enrique Jarnés Bergua
Enrique Jarnés Bergua (Cascante, 30 de enero de 1919 - Madrid, 10 de mayo de 1986) fue un escritor español,  novelista y guionista de cómic, que logró la popularidad con el serial radiofónico Diego Valor y sus adaptaciones. Su seudónimo más conocido fue E. Jarber o simplemente Jarber, aunque también utilizó los seudónimos de E. Jarnés Bergua, Henry Harber, E. J. Berg, Jim Mohave, Al Piemont o Eirik Jarber.

## Biografía
Enrique Jarnés Bergua nació el 30 de enero de 1919 en Cascante, Navarra, España. Su tío Benjamín Jarnés (1888-1949) y su primo Enrique Jarnés Rapún (1925-2001), eran también escritores.
Creció en Zaragoza y allí estudió Bachillerato, aunque inició la carrera de Derecho, la dejó para ingresar como voluntario en el Requeté de Aragón. Tras la guerra, decidió ingresar en la Academia General Militar. Llegó a ser General de Brigada de Infantería y Jefe del servicio de publicaciones del E.M.E.
Se casó con María Antonia Castañer Sagarra, y tuvieron cuatro hijos: Ana, Marta, José Ramón y José Luis.
Realizó adaptaciones y traducciones del inglés y del francés antes de escribir novelas y guiones propios. Perteneció al Consejo y Comisión Delegada General del Instituto Nacional del Libro Español. Su mayor éxito fue en la radio, con el guion radiofónico de Diego Valor, piloto del futuro, un exitoso serial de la cadena SER que se extendió desde 1953 hasta 1958, inspirado en el del héroe espacial británico Dan Dare.
Falleció a los 67 años, el 10 de mayo de 1986 en Madrid.

### Como E. Jarber

#### Novelas románticas
- No hay plazos para el amor	(1952)
- Tres mujeres	(1956)
- Un arroyo y un remanso	(1956)
- Ceguera del alma	(1959)
- El regreso de Sonia Hansen	(1959)
- Afán de vivir	(1960)
- Fuego negro	(1961)
- Los caminos del amor	(1961)
- Tendré fe en ti	(1961)
- Donde nace la luz	(1962)
- Hacienda Bwanga	(1962)
- El futuro amanece	(1963)
- Mi adorable sospechoso	(1963)
- Mi vida en tus manos	(1963)
- Diez mensajes rojos	(1977)

#### Novelas de aventuras
- La sombra de Dallas	(1952)
- El tiempo es muerte	(1960)
- Misterio en 500 dólares	(1960)
- Al sur de Punta Lobos	(1961)
- El hombre impasible	(1961)
- Era mi cadáver	(1961)
- Nido de rufianes	(1961)
- Niebla	(1961)
- !Huye Marcel, huye, Walek!	(1962)
- Buscaré a tu enemigo	(1962)
- Como alimañas	(1962)
- Niebla roja	(1962)
- Operación: Teddy-Boys 	(1962)
- Un silencio de tumba	(1962)
- Antifaz para la muerte	(1963)
- El mundo de los muertos	(1963)
- El precio era la muerte	(1963)
- Mansa lluvia de muerte	(1963)
- Solo un ataúd	(1963)
- "Una botella de ""gin"" "	(1963)
- Canción para morir	(1964)
- Contrabando para Juárez	(1964)
- El batallón fantasma	(1964)
- La ley de los cobardes	(1964)
- La máscara del diablo	(1964)
- La tumba escondida	(1964)
- El héroe silencioso	(1965)
- El reducto Chien de Pierre	(1965)
- Horca para el vagabundo	(1965)
- Las huellas de un traidor	(1965)
- Operación locura	(1965)
- La cumbre obsesiva	(1966)
- Rivera sangrienta	(1966)
- Crimen de cobardes	(1967)
- Diez mensajes rojos	(1967)
- Los fanfarrones	(1968)
- Testarudo Sam	(1968)
- Viejos amigos mortales	(1968)
- Blancas juegan	(1969)
- Condena para el juez	(1969)
- Oscuro y en silencio	(1969)
- La muerte aprende a bailar	(1977)

### Como E. Jarnés Bergua
- Por exceso	(1954)
- Cinco enigmas para Mónica	(1967)
- Cuerpos y mentes	(1969)
- El tiempo y los condenados	(1969)
- Las máquinas	(1969)
- Memorias de un rebelde	(1970)
- Mitos y leyendas	(1970)
- Relatos de un navegante	(1970)
- Tres pasos en falso	(1970)

### Como Henry Harber
- Infierno en el valle	(1955)

### Como E. J. Berg
- Me enseñaste a llorar	(1960)

### Como Jim Mohave
- Juego duro	(1961)
- La banda del infierno	(1962)
- Mensajero de muerte	(1964)

### Como Al Piemont
- Chocolate rojo	(1963)
- El trono escarlata	(1963)
- La tierra del Diablo	(1963)
- Los oídos del Diablo	(1963)
- Los que olvidaron	(1963)
- Whisky 33	(1964)

### Como Eirik Jarber
- Mantis y termitas	(1964)
- Comparsa para el crimen	(1965)
- El color del infierno	(1965)
- Siempre hay un traidor	(1965)
- Sopa de cangrejos	(1965)
- El bosque y el ratón	(1966)
- Roja lágrima de sangre	(1966)
- Tu buen amigo traidor	(1966)
- Deja que muera por ti	(1970)

### Como Enrique Jarnés Bergua
- Ejército y cultura	(1982)

### Como Jarber

#### Cómics
| Años | Título                   | Dibujante            | Tipo       | Publicación                                                    |
| ---- | ------------------------ | -------------------- | ---------- | -------------------------------------------------------------- |
| 1954 | Diego Valor (1ª época)   | Blanes, Buylla, Bayo | Serial     | Cid                                                            |
| 1957 | Diego Valor (2ª época)   | White, Buylla        | Serial     | Cid                                                            |
| 1961 | Drake & Drake            | VV. AA.              | Serie      | Ibergraf                                                       |
| 1961 | Montana                  | López Blanco         | Serial     | M. Rollán                                                      |
| 1961 | Bill Barnes              | Buylla               | Serial     | M. Rollán                                                      |
| 1962 | Hombres Heroicos nº 1, 2 | Carlos Giménez       | Serial     | Maga                                                           |
| 1961 | Diego Valor              | Bayo                 | Serie      | La Actualidad Española                                         |
| 1964 | Montana                  | López Blanco         | Serie      | Duwarín                                                        |
| 1965 | Carlos Arévalo           | Buylla               | Serie      | Mini-Car                                                       |
| 1985 | Un ideal rojo y gualda   | Federico Blanco      | Monografía | Estado Mayor del Ejército: Suplemento de la revista "Ejército" |